# تلمبه کریمی
تلمبه کریمی یک منطقهٔ مسکونی در ایران است که در استان کرمان واقع شده‌است.